# Pomarańcza chińska

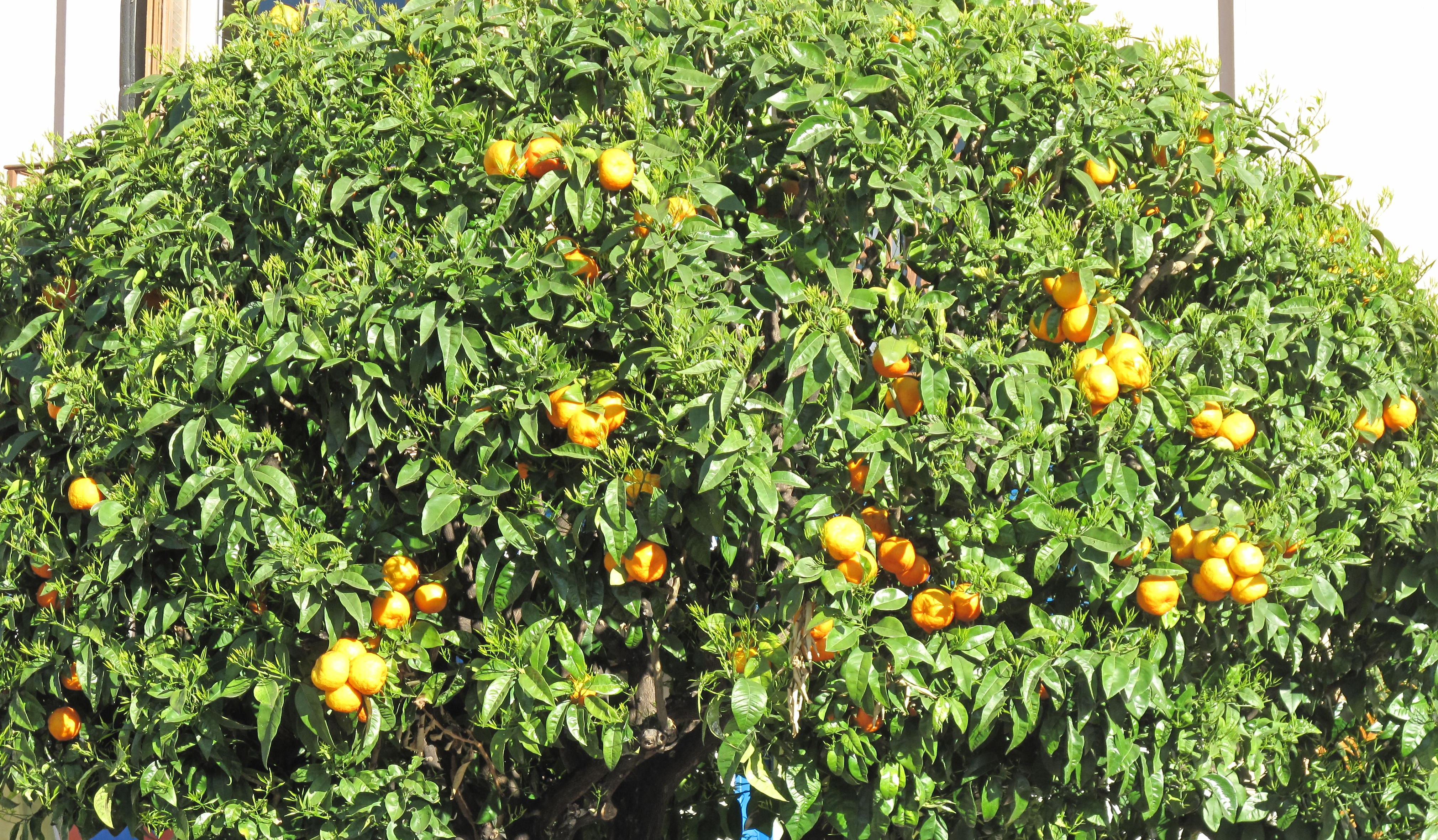
Owocujące drzewo

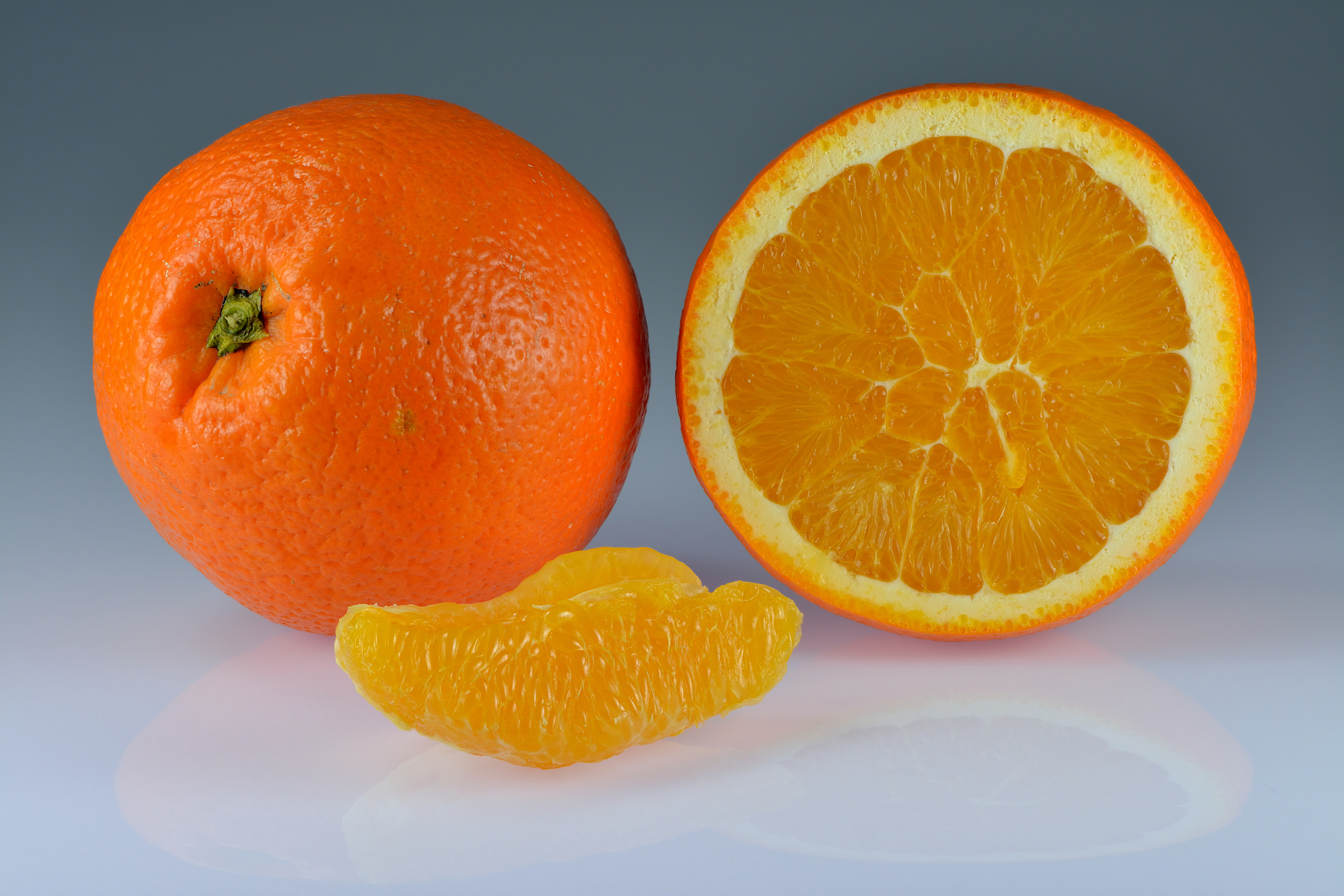
Owoce

Pomarańcza chińska, pomarańcza słodka (Citrus sinensis (L.) Osbeck) – gatunek rośliny wieloletniej z rodziny rutowatych. Pochodzenie nie jest znane, przypuszczalnie pochodzi z Chin.

## Morfologia
PokrójNiewysokie, wiecznie zielone drzewo o okrągławej koronie, dorastające do 12 m wysokości.
LiścieEliptycznolancetowate, skórzaste, zimozielone. Mają piłkowane brzegi i osadzone są na oskrzydlonych ogonkach.
KwiatyNiewielkie, pachnące, z reguły białe. Mają 5-działkowy kielich, dużą 5-płatkową koronę, 1 słupek i liczne pręciki.
OwoceKuliste jagody barwy pomarańczowej, w zależności od odmiany o różnej wielkości i barwie miąższu.

## Odmiany
Istnieje wiele znanych i uprawianych kultywarów pomarańczy chińskiej dojrzewających o różnych porach i różniących się pewnymi cechami. Valencia jest jedną z najbardziej odpornych na mróz, Joppa nadaje się do uprawy tylko w tropiku, Washington Navel jest mutantem, ma bardzo duże, bezpestkowe owoce z „pępkiem” na szczycie i owocuje zimą. Rubby Blood ma owoce wydłużone z czerwoną skórką, miąższem i sokiem i jest uważana za najsmaczniejszą z wszystkich pomarańczy o czerwonej skórce. Owoce wielu odmian można zostawić na drzewie przez dłuższy czas od momentu ich okresu dojrzałości.

## Uprawa
Pomarańcza chińska może być uprawiana również poza obszarami o klimacie tropikalnym (w strefach 9-11), gdyż znosi niewielkie przymrozki. Drzewa wymagają zapewnienia dużej ilości światła i wilgotnej, żyznej gleby oraz wysokich temperatur.

## Zastosowanie
- Roślina uprawna: W uprawie od ponad 2000 lat p.n.e. Obecnie uprawiana jest na terenie Europy – w krajach śródziemnomorskich (od XV wieku Hiszpania i Portugalia, od XVI wieku Francja), w Turcji, w Południowej Afryce, od poł. XVI wieku w Ameryce Północnej – Meksyk, Stany Zjednoczone oraz na terenie Ameryki Południowej w Brazylii. Pomarańcza ta jest najpopularniejszym uprawnym gatunkiem pomarańczy i zajmuje w światowej produkcji pierwsze miejsce.
- Sztuka kulinarna: Owoce spożywane są na surowo bądź w postaci przetworów. Produkuje się z nich olbrzymie ilości soków – również mieszanych z innymi owocami, wytwarza się także dżemy, marmolady i in.[3].
- Skórka jest źródłem olejków eterycznych stosowanych w kosmetyce i do zaprawiania alkoholi, skórka w postaci kandyzowanej jest dodatkiem do ciast i tortów[3].

### Wartość odżywcza
Sok pomarańczy słodkiej jest źródłem dużej ilości witaminy C. Jeden owoc zawiera jej więcej, niż dzienne zapotrzebowanie dorosłego człowieka na nią. Owoc zawiera również spore ilości kwasu asparaginowego (150 mg na 100 g), kwasu glutaminowego (129 mg na 100 g) oraz glicyny (109 mg na 100 g). W błonie oddzielającej wnętrze owocu od skórki znajduje się pektyna, rodzaj błonnika. Znajdują się w niej także bioflawonoidy.